# 懷特縣 (喬治亞州)
懷特县（英語：White County）是美國喬治亞州北部的一個縣。面積1,200平方公里。根據美國2000年人口普查，共有人口19,944人，2005年增至24,055人。縣治克里夫蘭（Cleveland）。
成立於1857年12月22日，縣名紀念州議員大衛·T·懷特。另一說紀念美國獨立戰爭時期以六人之力俘獲一百英軍的軍人約翰·懷特。